# Minenwurfsystem Skorpion
Das Minenwurfsystem Skorpion war ein Minenverleger der Bundeswehr.

## Entwicklung
In den Jahren 1981/82 wurden von der Bundeswehr 300 in den USA gefertigte Basisfahrzeuge des Typs M 548 A1 G beschafft, die auf dem Fahrgestell des M113 basieren. Bis zum Aufbau des Minenwurfsystems und der anschließenden Einführung in die Panzerpionierkompanien und Pionierbataillone wurden diese als Transportraupe genutzt. An der Entwicklung beteiligt waren folgende Firmen:
- Krauss-Maffei Wehrtechnik GmbH (Minenwurfanlage, Endmontage und Systemüberprüfung)
- Eisenwerke Kaiserslautern GmbH (stellte die Plattform für die Minenwurfanlage her)
- Wegmann & Co. GmbH (fertigte Teile der Minenwurfanlage)

## Allgemein
Die Panzerabwehrwurfmine AT2  wurde von Dynamit Nobel GmbH in Troisdorf gefertigt. Die Hauptkomponenten des Skorpion sind das Trägerfahrzeug M548 A1 G, basierend auf dem Fahrgestell des M113 und die Minenwurfanlage mit Minenmagazinen und dem EPAG (Einstell-, Prüf- und Abfeuergerät). Jede der sechs Minenwurfeinheiten konnte 5 Magazine à 20 Minen aufnehmen, die Gesamtanzahl betrug somit 600 Minen.
In einem Verlegedurchgang war das Minenwurfsystem in der Lage, eine Minensperre von 1.500 Meter Länge und rund 50 Meter Breite in fünf Minuten zu legen. Die maximale Minenstreifenlänge betrug 3.000 Meter. Mit dem EPAG ließen sich Wirkzeit, Minendichte, Ausstoßseite und Ausstoßart programmieren. Die Mine wurde dabei mittels einer Treibladung ausgeworfen. Die Minenwirkzeit konnte von 3 bis 96 Stunden eingestellt werden, nach maximal 96 Stunden zerstörte sich die Mine selbst (Selbstzerlegung).  Der Einsatz erfolgte im Rahmen von Minenwerfertrupps zu zwei Fahrzeugen und im Verbund mit anderen Waffensystemen (z. B. Kampfpanzern), die das Verlegen sicherten.
Die Panzerpionierkompanien der Kampfbrigaden verfügten über vier Geräte, die Pionierbataillone über zwölf Geräte, woraus sich in der Struktur Heer 2010 68 aktive Einheiten ergaben.
Im Zuge der  Neuausrichtung der Bundeswehr 2011 wurden alle verbliebenen Systeme ausgesondert.

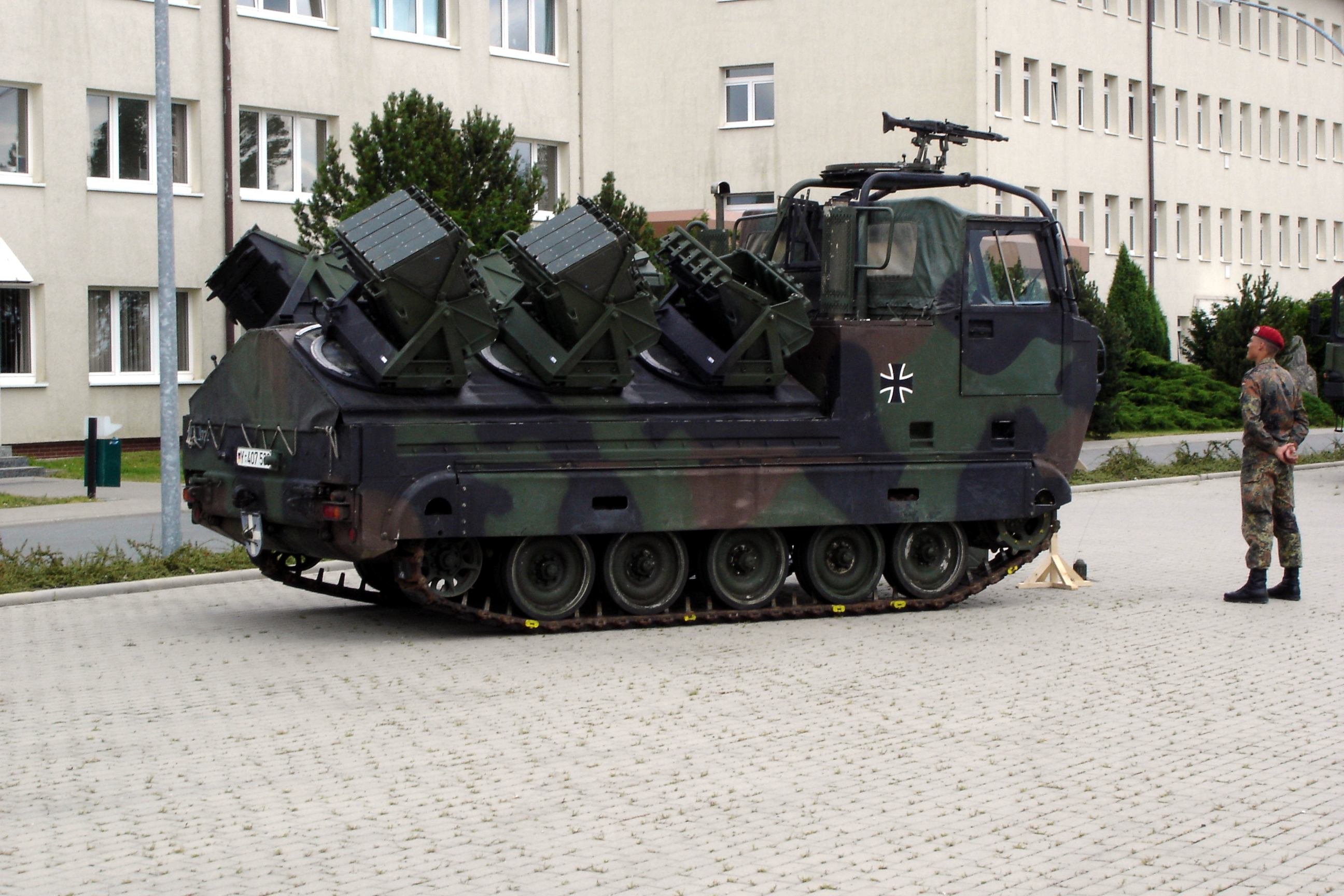
Minenwurfsystem Skorpion
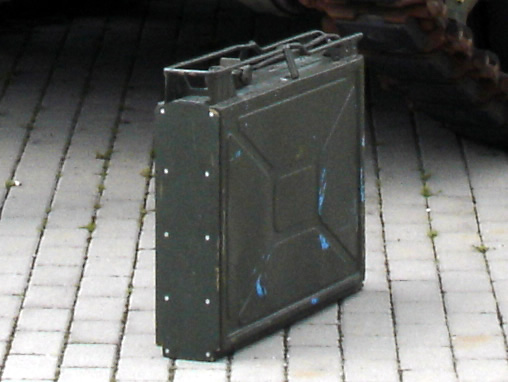
Magazin einer Minenwurfeinheit
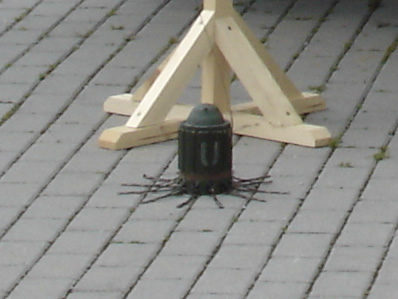
Panzerabwehrmine AT 2